# Frits (voornaam)
Frederik is een jongensnaam, die vaak wordt afgekort tot Fred, Frits of (minder vaak) Fritz. Er zijn ook de varianten Manfred en Frédéric. De betekenis is ongeveer "machtige beschermer", van frede (vrede, bescherming) en rik (machtig).
Frits kan ook de verkorting zijn van Wilfried, Godfried (Godefridus) of Siegfried.

## Lijst van personen met de naam Frits
- Frits Abrahams
- Frits Barend
- Frits Bernard
- Frits Bolkestein
- Frits Bom
- Frits Böttcher
- Frits Brink
- Frits Castricum
- Frits Clausen
- Frits Diepen
- Frits van Dongen
- Frits Eschauzier
- Frits Fentener van Vlissingen (1882)
- Frits Fentener van Vlissingen (1933)
- Frits Giltay
- Frits Goedgedrag
- Frits Goldschmeding
- Frits Hirschland
- F.B. Hotz
- Frits van Houten
- Frits Huffnagel
- Frits Koolhoven
- Frits Korthals Altes
- Frits Landesbergen
- Frits Lambrechts
- Fritz Leiber
- Frits Maats
- Frits Meuring
- Frits Mondriaan
- Frits van Oostrom
- Frits Peutz
- Frits Philips
- Frits Pirard
- Frits Reuter
- Frits Ruys
- Frits Schalij
- Frits Schuitema
- Frits Schutte
- Frits Sissing
- Frits Slomp
- Frits Spies
- Frits Spits (echte naam Frits Ritmeester)
- Frits Thors
- Frits Tjong Ayong
- Frits Van den Berghe
- Frits Vrijlandt
- Frits Wester
- Frits Wols
- Frits Zernike
- Frits van Bindsbergen
- Frits van Dongen
- Frits van Turenhout
- Frits Van den Berghe
- Frits van der Meer
- Frits Wols